# العلاقات الجنوب سودانية الكازاخستانية
العلاقات الجنوب سودانية الكازاخستانية هي العلاقات الثنائية التي تجمع بين جنوب السودان وكازاخستان.

## مقارنة بين البلدين
هذه مقارنة عامة ومرجعية للدولتين:
| وجه المقارنة                                              | جنوب السودان                  | كازاخستان                      |
| --------------------------------------------------------- | ----------------------------- | ------------------------------ |
| المساحة (كم2)                                             | 619.75 ألف                    | 2.72 مليون                     |
| عدد السكان (نسمة)                                         | 12.58 مليون                   | 17.95 مليون                    |
| الكثافة السكانية (ن./كم²)                                 | 20.3                          | 6.6                            |
| العاصمة                                                   | جوبا                          | نور سلطان                      |
| اللغة الرسمية                                             | لغة إنجليزية                  | اللغة القازاقية، اللغة الروسية |
| العملة                                                    | جنيه جنوب سوداني، جنيه سوداني | تينغ كازاخستاني                |
| الناتج المحلي الإجمالي (بليون دولار)                      | 2.90 مليار                    | 159.41 مليار                   |
| الناتج المحلي الإجمالي (تعادل القوة الشرائية) بليون دولار | 22.88 مليار                   | 439.39 مليار                   |
| الناتج المحلي الإجمالي الاسمي للفرد دولار أمريكي          | 73                            | 10.51 ألف                      |
| الناتج المحلي الإجمالي للفرد دولار أمريكي                 | 2.02 ألف                      | 24.23 ألف                      |
| مؤشر التنمية البشرية                                      | 0.467                         | 0.788                          |
| رمز المكالمات الدولي                                      | +211                          | +7                             |
| رمز الإنترنت                                              | .ss                           | .kz، .қаз ‏                     |
| المنطقة الزمنية                                           | ت ع م+03:00                   | ت ع م+05:00، ت ع م+06:00       |

## منظمات دولية مشتركة
يشترك البلدان في عضوية مجموعة من المنظمات الدولية، منها:
| علم المنظمة | اسم المنظمة                               | تاريخ انضمام جنوب السودان | تاريخ انضمام كازاخستان |
| ----------- | ----------------------------------------- | ------------------------- | ---------------------- |
|             | الاتحاد البريدي العالمي                   | ?                         | ?                      |
|             | يونسكو                                    | 27 أكتوبر 2011            | 22 مايو 1992           |
|             | البنك الدولي للإنشاء والتعمير             | 18 أبريل 2012             | 23 يوليو 1992          |
|             | وكالة ضمان الاستثمار متعدد الأطراف        | 18 أبريل 2012             | 12 أغسطس 1993          |
|             | الاتحاد الدولي للاتصالات                  | 3 أكتوبر 2011             | 23 فبراير 1993         |
|             | مؤسسة التمويل الدولية                     | 18 أبريل 2012             | 30 سبتمبر 1993         |
|             | منظمة الشرطة الجنائية الدولية             | ?                         | ?                      |
|             | الأمم المتحدة                             | 14 يوليو 2011             | 2 مارس 1992            |
|             | مؤسسة التنمية الدولية                     | 18 أبريل 2012             | 23 يوليو 1992          |
|             | المركز الدولي لتسوية المنازعات الاستشارية | 18 مايو 2012              | 21 أكتوبر 2000         |

## وصلات خارجية
- موقع وزارة الخارجية الجنوب سودانية
- موقع وزارة الخارجية الكازاخستانية